# Masía Fortificada Torre Fonso

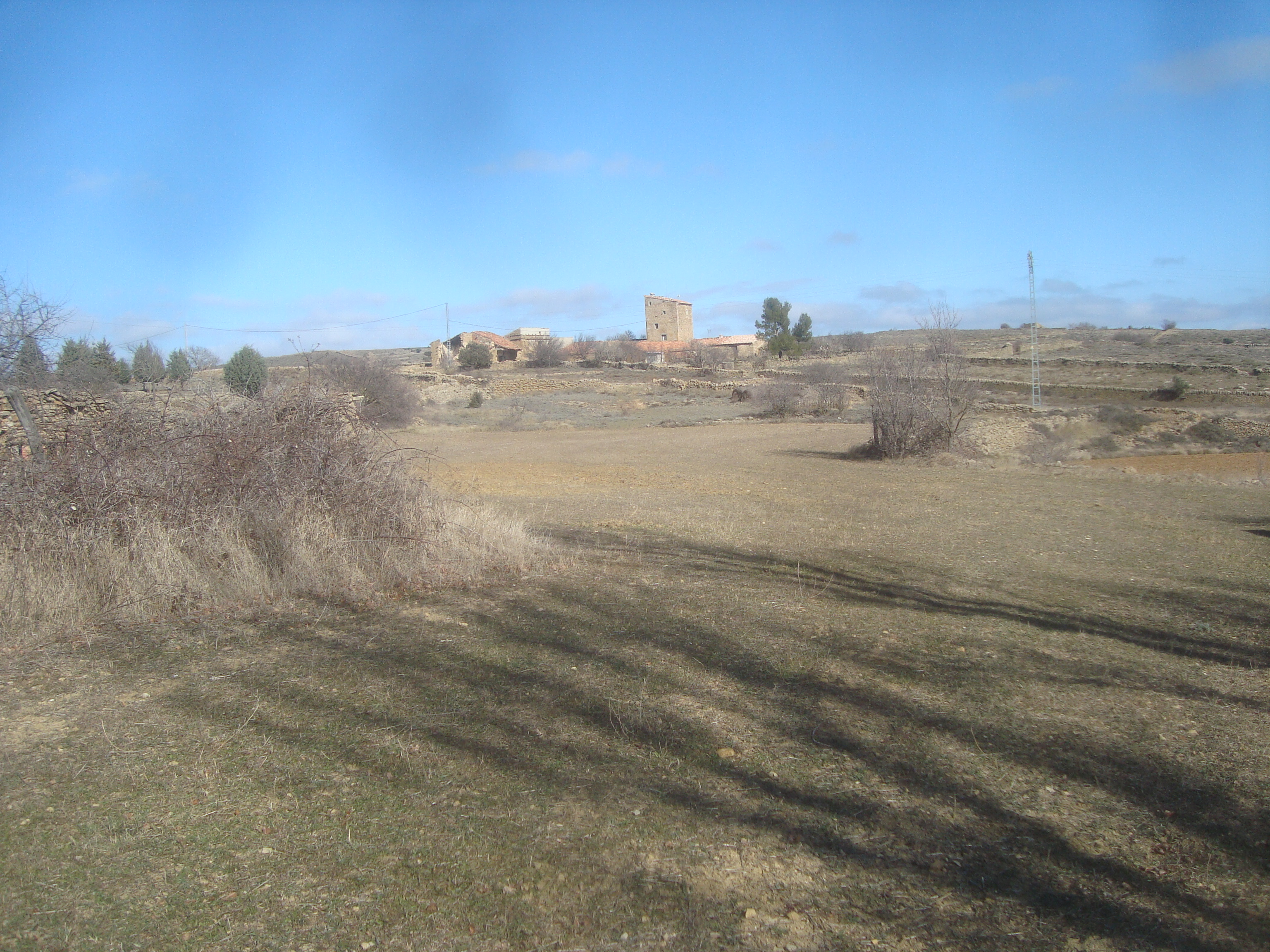
Masía de la Torre Alfonso, Villafranca del Cid.

La masía fortificada Torre Fonso, también conocida como Torre-masía del Cid y Torre Alfonso es un edificio agrícola y residencial fortificado, situado a unos cuatro quilómetros de Villafranca del Cid, en el camino que une esta localidad con la Iglesuela del Cid (CV-15), en la comarca del Alto Maestrazgo. Desde su ubicación pueden observarse también otras torres fortificadas de masías de la zona como la Torre Don Blasco o la Torre Leandra.
Está declarada de forma genérica Bien de Interés Cultural, presentando anotación ministerial R-I-51-0012144 del 21 de julio de 2008.
En la zona en la que se ubica es fácil encontrar restos de hábitats medievales con cerámicas de esa época, así como diversas construcciones hechas con la técnica de piedra en seco, típica de la zona.

## Historia
Dispersas por el término municipal de Villafranca del Cid existen una gran cantidad de masías fortificadas. Se considera que una de las razones de su existencia y número se debe a que la zona de Villafranca del Cid no contaba con un castillo que permitiera a los agricultores diseminados por la zona, refugiarse en caso de peligro. Si tenemos en cuenta que esta zona ha estado involucrada en todos los conflictos bélicos, desde la reconquista a la guerra del 36, (Guerra de Sucesión, Guerra de Independencia, Guerras Carlistas, disputas con la vecina Morella…), puede entenderse la necesidad de crear espacios fortificados cerca de los núcleos agrícolas en donde se concentraba cierto número de población que vivía de las explotaciones agrarias del altiplano en el que se situaban.

## Descripción
Arquitectónicamente, la torre sigue la tipología común en la zona: presenta planta rectangular, aunque en este caso es casi cuadrada, con muros de fábrica de mampostería, reforzados en las esquinas de sillarejo; techo inclinado a un agua acabado en teja árabe, está rodeado, salvo en el lado donde vierte las aguas, por los muros de mampostería que se prolongan haciendo los remates almenados existentes en sus cuatro extremos, que en este caso han sido cegados para utilizar la zona como palomar. Con diez metros de altura, presenta cinco plantas. El acceso a la torre se hace desde la fachada principal, orientada al sudoeste, que es la que da a la plaza que se crea alrededor de los edificios que constituyen la masía (zona residencial, establos, corrales, almacenes), además esta fachada presenta unas ventanas que parecen abiertas posteriormente a su construcción original. Su carácter defensivo queda demostrado en la presencia en la fachada sudeste de una serie de aspilleras.
Cabe destacar en la torre la existencia de ventanas cegadas, entre las que cabe resaltar la que posee un arco de medio punto tapiado.
El resto de edificios que conforman la masía son de mampostería y techumbre inclinada y rematada con teja árabe. Salvo el edificio que se utiliza como residencia, el resto son solo de una planta. La casa se diferencia, entre otras cosas, por las dos alturas y la presencia de balcones en la fachada. También se observa la existencia de una buhardilla que en este caso es utilizada como palomar.
Actualmente está bastante deteriorada por su uso a lo largo de los años y la falta de un mantenimiento adecuado a su valor histórico y patrimonial.